# Каппель-ла-Гранд
Каппе́ль-ла-Гранд (фр. Cappelle-la-Grande) — коммуна во Франции, регион О-де-Франс, департамент Нор, округ Дюнкерк, кантон Кудкерк-Бранш. Пригород Дюнкерка (в 4 км к югу от центра города), в 4,5 км от автомагистрали А16 «Европейская». По границе коммуны проходит канал Бурбур.
Население (2017) — 7 899 человек.

## Достопримечательности
- Дворец Вселенной и науки (Palais de l’univers et des sciences) с планетарием
- Дворец искусств

## Экономика
Структура занятости населения:
- сельское хозяйство — 0,0 %
- промышленность — 19,5 %
- строительство — 8,2 %
- торговля, транспорт и сфера услуг — 31,1 %
- государственные и муниципальные службы — 41,2 %

Уровень безработицы (2017) — 16,6 % (Франция в целом — 13,4 %, департамент Нор — 17,6 %). 

Среднегодовой доход на 1 человека, евро (2017) — 18 780 (Франция в целом — 21 110, департамент Нор — 19 490).

## Демография
Динамика численности населения, чел.

## Администрация
Пост мэра Каппель-ла-Гранда с 2020 года занимает социалист Жюльен Гокель (Julien Gokel). На муниципальных выборах 2020 года возглавляемый им левый список победил в 1-м туре, получив 75,94 % голосов.
| Период | Период | Фамилия          | Партия                  | Примечания             |
| ------ | ------ | ---------------- | ----------------------- | ---------------------- |
| 1951   | 1983   | Мариюс Рюббан    | Социалистическая партия | работник компании SNCF |
| 1983   | 2013   | Роже Гувар       | Коммунистическая партия |                        |
| 2013   | 2013   | Анн-Мари Денекер |                         |                        |
| 2013   | 2020   | Лоран Девлуа     | Разные левые            | профессор математики   |
| 2020   |        | Жюльен Гокель    | Социалистическая партия |                        |